# Asura hilara
Asura hilara är en fjärilsart som beskrevs av Sergius G. Kiriakoff 1958. Asura hilara ingår i släktet Asura och familjen björnspinnare. Inga underarter finns listade i Catalogue of Life.